# Уська-Орочское сельское поселение
У́ська-О́рочское се́льское поселе́ние — муниципальное образование в Ванинском районе Хабаровского края России. 
Административный центр — село Уська-Орочская.

## Население
| 2010 | 2011 | 2012 | 2013 | 2014 | 2015 | 2016 |
| ---- | ---- | ---- | ---- | ---- | ---- | ---- |
| 827  | ↘821 | ↘779 | ↘763 | ↘716 | ↘691 | ↘672 |
| 2017 | 2018 | 2019 | 2020 | 2021 |      |      |
| ↘624 | ↘599 | ↘561 | ↘530 | ↗562 |      |      |

## Населённые пункты
В состав поселения входят 3 населённых пункта:
| № | Населённый пункт | Тип  | Население |
| - | ---------------- | ---- | --------- |
| 1 | Уська-Орочская   | село | ↘562      |
| 2 | Уська-Русская    | село | →0        |
| 3 | Хуту             | село | ↘0        |